# Dominik Furman
Dominik Furman (ur. 6 lipca 1992 w Szydłowcu) – polski piłkarz, który występował na pozycji pomocnika, w latach 2012–2019 reprezentant Polski.

## Kariera klubowa
Furman rozpoczął karierę w Szydłowiance Szydłowiec, skąd na początku 2006 przeszedł do Legii Warszawa. W barwach pierwszego zespołu zadebiutował w drugiej połowie sezonu 2011/2012.
16 stycznia 2014 został oficjalnie zawodnikiem francuskiego klubu Toulouse FC. 16 stycznia 2015 powrócił do Legii Warszawa w ramach półrocznego wypożyczenia z Tuluzy, które z końcem sezonu 2014/2015 zostało przedłużone na kolejny. 25 stycznia 2016 wypożyczenie Furmana do Legii zostało skrócone i zawodnik powrócił do francuskiego klubu Toulouse FC występującego w Ligue 1. W lutym 2016 został wypożyczony do Hellasu Werona z opcją pierwokupu.
13 czerwca 2016 został wypożyczony do Wisły Płock z opcją pierwokupu. 17 czerwca 2017 podpisał z nią trzyletni kontrakt. Odszedł po zakończeniu umowy, 31 lipca 2020, a 20 sierpnia tego samego roku przeniósł się do tureckiego klubu Gençlerbirliği SK. W latach 2021–2022 ponownie występował dla Wisły Płock. 7 lipca 2023, na podstawie uchwały Polskiego Związku Piłki Nożnej, po spadku z Ekstraklasy jego kontrakt został rozwiązany przez płocczan. W sierpniu 2023 polski zawodnik złożył pozew przeciwko Wiśle, twierdząc, że jednostronne rozwiązanie kontraktu było sprzeczne z przepisami FIFA. 26 października 2023 Piłkarski Sąd Polubowny nieprawomocnym wyrokiem przyznał rację piłkarzowi, uznając rozwiązanie kontraktu z Furmanem za bezskuteczne.

## Kariera reprezentacyjna
Ma za sobą grę w reprezentacji Polski do lat 20, zaś pod koniec 2012 zadebiutował w seniorskiej reprezentacji Polski. 16 listopada 2019 wrócił do reprezentacji po sześcioletniej przerwie, występując w wygranym 2:1 w Jerozolimie spotkaniu przeciwko Izraelowi.

## Statystyki

### Klubowe
(aktualne na dzień 05 lipca 2021)
| Klub                  | Sezon              | Liga               | Liga  | Liga   | Puchar kraju | Puchar kraju | Europa | Europa | Inne  | Inne   | Suma  | Suma   |
| Klub                  | Sezon              | Liga               | Mecze | Bramki | Mecze        | Bramki       | Mecze  | Bramki | Mecze | Bramki | Mecze | Bramki |
| --------------------- | ------------------ | ------------------ | ----- | ------ | ------------ | ------------ | ------ | ------ | ----- | ------ | ----- | ------ |
| Legia Warszawa        | 2011/12            | Ekstraklasa        | 0     | 0      | 1            | 0            | 0      | 0      | –     | –      | 1     | 0      |
| Legia Warszawa        | 2012/13            | Ekstraklasa        | 28    | 3      | 6            | 0            | 4      | 0      | 1     | 0      | 39    | 3      |
| Legia Warszawa        | 2013/14            | Ekstraklasa        | 18    | 0      | 1            | 0            | 11     | 0      | –     | –      | 30    | 0      |
| Toulouse FC           | 2013/14            | Ligue 1            | 5     | 0      | 0            | 0            | –      | –      | –     | –      | 5     | 0      |
| Toulouse FC           | 2014/15            | Ligue 1            | 0     | 0      | 0            | 0            | –      | –      | –     | –      | 0     | 0      |
| Legia Warszawa (wyp.) | 2014/15            | Ekstraklasa        | 10    | 0      | 3            | 0            | 0      | 0      | –     | –      | 13    | 0      |
| Legia Warszawa (wyp.) | 2015/16            | Ekstraklasa        | 14    | 2      | 3            | 0            | 8      | 0      | 1     | 0      | 26    | 2      |
| Hellas Werona (wyp.)  | 2015/16            | Serie A            | 1     | 0      | 0            | 0            | –      | –      | –     | –      | 1     | 0      |
| Wisła Płock (wyp.)    | 2016/17            | Ekstraklasa        | 32    | 3      | 0            | 0            | –      | –      | –     | –      | 32    | 3      |
| Wisła Płock           | 2017/18            | Ekstraklasa        | 35    | 2      | 1            | 0            | –      | –      | –     | –      | 36    | 2      |
| Wisła Płock           | 2018/19            | Ekstraklasa        | 36    | 6      | 1            | 1            | –      | –      | –     | –      | 37    | 7      |
| Wisła Płock           | 2019/20            | Ekstraklasa        | 36    | 7      | 1            | 0            | –      | –      | –     | –      | 37    | 7      |
| Gençlerbirliği SK     | 2020/21            | Süper Lig          | 21    | 0      | 2            | 0            | –      | –      | –     | –      | 23    | 0      |
| Wisła Płock           | 2021/22            | Ekstraklasa        | 0     | 0      | 0            | 0            | 0      | 0      | 0     | 0      | 0     | 0      |
| Ogólnie w karierze    | Ogólnie w karierze | Ogólnie w karierze | 236   | 23     | 19           | 1            | 23     | 0      | 2     | 0      | 280   | 24     |

### Reprezentacyjne
(aktualne na dzień 05 sierpnia 2020)
| Reprezentacja | Rok     | Mecze | Bramki |
| ------------- | ------- | ----- | ------ |
| Polska        |         |       |        |
| 2012          | 1       | 0     |        |
| 2013          | 1       | 0     |        |
| 2019          | 1       | 0     |        |
| Ogólnie       | Ogólnie | 3     | 0      |

| Mecze i gole w reprezentacji | Mecze i gole w reprezentacji | Mecze i gole w reprezentacji | Mecze i gole w reprezentacji | Mecze i gole w reprezentacji | Mecze i gole w reprezentacji         |
| Polska                       | Polska                       | Polska                       | Polska                       | Polska                       | Polska                               |
| Lp.                          | Data                         | Miejsce                      | Przeciwnik                   | Wynik                        | Rozgrywki                            |
| ---------------------------- | ---------------------------- | ---------------------------- | ---------------------------- | ---------------------------- | ------------------------------------ |
| 1.                           | 14.12.2012                   | Kundu, Turcja                | Macedonia Północna           | 4:1                          | towarzyski                           |
| 2.                           | 02.02.2013                   | Malaga, Hiszpania            | Rumunia                      | 4:1                          | towarzyski, (nieuznawany przez FIFA) |
| 3.                           | 16.11.2019                   | Jerozolima, Izrael           | Izrael                       | 2:1                          | el. ME 2020                          |

## Sukcesy

### Legia Warszawa
- Mistrzostwo Polski: 2012/2013, 2013/2014, 2015/2016
- Puchar Polski: 2011/2012, 2012/2013, 2014/2015, 2015/2016

### Indywidualne
- Odkrycie roku w Plebiscycie Piłki Nożnej: 2013